# Caballero Universal
Caballero Universal là cuộc thi sắc đẹp dành cho nam giới do nhà thiết kế thời trang và doanh nhân người Venezuela Rafael Enrique Ramírez sáng lập và được tổ chức lần đầu vào năm 2021. Đương kim Caballero Universal là Jeremy Ste-Marie đến từ Canada.

## Người giữ danh hiệu
| Lần thứ | Năm  | Ngày                 | Caballero Universal                 | Virrey                      | Á vương                           | Á vương                        | Á vương                                 | Á vương                        | Nơi tổ chức         | Số thí sinh | T.k.  |
| Lần thứ | Năm  | Ngày                 | Caballero Universal                 | Virrey                      | 1                                 | 2                              | 3                                       | 4                              | Nơi tổ chức         | Số thí sinh | T.k.  |
| ------- | ---- | -------------------- | ----------------------------------- | --------------------------- | --------------------------------- | ------------------------------ | --------------------------------------- | ------------------------------ | ------------------- | ----------- | ----- |
| 1       | 2021 | 9 tháng 12 năm 2021  | Cristhian Naranjo · Tây Ban Nha     | Luis Bermudez · Venezuela   | Enmanuel Peña · Cộng hoà Dominica | Kevin John · Guyane thuộc Pháp | Andres Carrillo · Ecuador               | Ronald Mayorga Peixoto · Perú  | Porlamar, Venezuela | 13          | [ 1 ] |
| 2       | 2022 | 1 tháng 12 năm 2022  | Kendall Jo Switzenberg · Hoa Kỳ     | Carlos Palacios · Nicaragua | Pablo Estrada · Tây Ban Nha       | Kramikkumar Yadav · Ấn Độ      | Ángel Rosado · Puerto Rico              | Roger Molina · Cuba            | Caracas, Venezuela  | 15          | [ 2 ] |
| 3       | 2023 | 28 tháng 10 năm 2023 | Leandro Mendoza · Cộng hoà Dominica | Ailton De Oliveira · Brasil | Enrique Díaz · Puerto Rico        | Gabriel Bastidas · Venezuela   | José Cera · México                      | Daniel Chopite · Canada        | Caracas, Venezuela  | 20          | [ 3 ] |
| 4       | 2024 | 25 tháng 10 năm 2024 | Jeremy Ste-Marie · Canada           | César Aguilera · Venezuela  | Niellsen de Almeida · Brasil      | Ady Adithya · Ấn Độ            | Mauricio de Jesús Barraza · El Salvador | Javier Alejandro García · Cuba | Caracas, Venezuela  | 21          | [ 4 ] |
| 5       | 2025 | 11 tháng 10 năm 2025 |                                     |                             |                                   |                                |                                         |                                | Caracas, Venezuela  |             |       |

## Các lần tổ chức Caballero Universal

### 2021
Caballero Universal 2021 là cuộc thi Caballero Universal lần thứ 1 được tổ chức tại Hotel Venetur Margarita, Porlamar, Venezuela vào ngày 9 tháng 12 năm 2021. Có 13 thí sinh dự thi, Cristhian Naranjo đến từ Tây Ban Nha đăng quang ngôi vị Caballero Universal.
Kết quả
| Hạng                     | Thí sinh                                         |
| ------------------------ | ------------------------------------------------ |
| Caballero Universal 2021 | - Tây Ban Nha — Cristhian Naranjo                |
| Virrey                   | - Venezuela — Luis Bermudez                      |
| Á vương 1                | - Cộng hoà Dominica — Enmanuel Peña              |
| Á vương 2                | - Guyane thuộc Pháp — Kevin John                 |
| Á vương 3                | - Ecuador — Andres Carrillo                      |
| Á vương 4                | - Perú — Ronald Mayorga Peixoto                  |
| Top 8                    | - Colombia — Luis Paipilla - México — Edwin Mora |

Các giải thưởng
| Giải thưởng              | Thí sinh                            |
| ------------------------ | ----------------------------------- |
| Best in National Costume | - México — Edwin Mora               |
| Mejor Amigo              | - Guyane thuộc Pháp — Kevin John    |
| Best Smile               | - Perú — Ronald Mayorga Peixoto     |
| Mister Photogenic        | - Brasil — Yago Borges              |
| Caballero Interactivo    | - Cộng hoà Dominica — Enmanuel Peña |
| Awardee                  | - Brasil — Yago Borges              |
| Best Body                | - Ý — Sandy Arsenio                 |

Các thí sinh
| Quốc gia/vùng lãnh thổ | Thí sinh                |
| ---------------------- | ----------------------- |
| Brasil                 | Yago Borges             |
| Colombia               | Luis Paipilla           |
| Cuba                   | Mell Gonzalez Borrego   |
| Cộng hoà Dominica      | Enmanuel Peña           |
| Ecuador                | Andres Carrillo         |
| Guyane thuộc Pháp      | Kevin John              |
| Haiti                  | Joseph Coach            |
| México                 | Edwin Mora              |
| Perú                   | Ronald Mayorga Peixoto  |
| Puerto Rico            | Kenneth D. Rosaly Matos |
| Tây Ban Nha            | Cristhian Naranjo       |
| Venezuela              | Luis Bermudez           |
| Ý                      | Sandy Arsenio           |

### 2022
Caballero Universal 2022 là cuộc thi Caballero Universal lần thứ 2 được tổ chức tại Maremares Hotel and Casino by Buddha Bar Beach, Caracas, Venezuela vào ngày 1 tháng 12 năm 2022. Có 15 thí sinh dự thi, Kendall Switzenberg đến từ Hoa Kỳ đăng quang ngôi vị Caballero Universal.
Kết quả
| Hạng                     | Thí sinh |
| ------------------------ | --- |
| Caballero Universal 2022 | - Hoa Kỳ — Kendall Jo Switzenberg                                                                                 |
| Virrey                   | - Nicaragua — Carlos Palacios                                                                                     |
| 1st Prince               | - Tây Ban Nha — Pablo Estrada                                                                                     |
| 2nd Prince               | - Ấn Độ — Kramikkumar Yadav                                                                                       |
| 3rd Prince               | - Puerto Rico — Ángel Rosado                                                                                      |
| 4th Prince               | - Cuba — Roger Molina                                                                                             |
| Top 10                   | - Cộng hòa Dominica — Fabio Gómez - México — Loui Olivera - Panamá — Israel Guerra - Philippines — Andre John Cue |

Các giải thưởng
| Giải thưởng                                | Thí sinh                          |
| ------------------------------------------ | --------------------------------- |
| Mister Elegancia (Most Elegant)            | - Ấn Độ — Kramik Yadav            |
| Mister Fotografico (Most Photogenic)       | - Cuba — Roger Molina             |
| Mister Interactivo (Interactive Gentleman) | - Tây Ban Nha — Pablo Estrada     |
| Mister Pasarela (Best in Catwalk)          | - Nicaragua — Carlos Palacios     |
| Mister Prensa (Press Gentleman)            | - Hoa Kỳ — Kendall Jo Switzenberg |
| Mister Simpatia (Most Friendly)            | - Haiti — Juan Jiménez            |
| Mejor Cuerpo (Best Body)                   | - Philippines — Andre John Cue    |
| Mejor Sonrisa (Best Smile)                 | - Cộng hòa Dominica — Fabio Gómez |

Các thí sinh
| Quốc gia/vùng lãnh thổ   | Thí sinh                 | Tuổi | Quê quán         |  |
| ------------------------ | ------------------------ | ---- | ---------------- |  |
| Ấn Độ                    | Kramik Yadav             | 28   | Ahmedabad        |  |
| Bolivia                  | Mauricio Pastrán         | 30   | Santa Cruz       |  |
| Colombia                 | Janner Feria             | 26   | Sincelejo        |  |
| Cuba                     | Roger Molina             | 26   | Santiago de Cuba |  |
| Cộng hoà Dominica        | Fabio Gómez              | 19   | La Vega          |  |
| Haiti                    | Juan Ramón Matin Jiménez | 27   | Port-au-Prince   |  |
| Hoa Kỳ                   | Kendall Jo Switzenberg   | 26   | Lubbock          |  |
| México                   | Loui Olivera             | 28   | Barinas          |  |
| Nicaragua                | Carlos Palacios          | 18   | Bluefields       |  |
| Panamá                   | Israel Guerra            | 22   | Chiriquí         |  |
| Philippines              | Andre John Cue           | 19   | Cagayan de Oro   |  |
| Puerto Rico              | Ángel Rosado             | 27   | Ponce            |  |
| Tây Ban Nha              | Pablo Estrada            | 32   | Madrid           |  |
| Venezuela                | Joseph Daniel Pérez      | 26   | Los Teques       |  |
| Quần đảo Virgin thuộc Mỹ | Gerard Aviles            | 25   | Charlotte Amalie |  |

### 2023
Caballero Universal 2023 là cuộc thi Caballero Universal lần thứ 3 được tổ chức tại Caracas, Venezuela vào ngày 28 tháng 10 năm 2023. Có 20 thí sinh dự thi, Leandro Mendoza đến từ Cộng hoà Dominica đăng quang ngôi vị Caballero Universal.
Kết quả
| Hạng                     | Thí sinh |
| ------------------------ | --- |
| Caballero Universal 2023 | - Cộng hoà Dominica — Leandro Mendoza |
| Virrey                   | - Brasil — Ailton De Oliveira |
| Á vương 1                | - Puerto Rico — Enrique Díaz |
| Á vương 2                | - Venezuela — Gabriel Bastidas |
| Á vương 3                | - México — José Cera |
| Á vương 4                | - Canada — Daniel Chopite |
| Top 15                   | - Ấn Độ — Badal Bist - Cuba — Damián Cobas - El Salvador — Rolando Duran - Haiti — Jean Tayson - Jamaica — Anthony Arroyo - Martinique — Dermille Germe - Nicaragua — Federico Lacayo - Paraguay — Bruno Arevalos - Uruguay — Mateo Troteiro |

Các thí sinh
| Quốc gia/vùng lãnh thổ | Thí sinh           |
| ---------------------- | ------------------ |
| Ấn Độ                  | Badal Bist         |
| Bolivia                | Aiden Vaca         |
| Brasil                 | Ailton De Oliveira |
| Canada                 | Daniel Chopite     |
| Colombia               | Jefferson Silva    |
| Costa Rica             | Elvis Vargas       |
| Cuba                   | Damián Cobas       |
| Curaçao                | Neguib Schonowolff |
| Cộng hoà Dominica      | Leandro Mendoza    |
| El Salvador            | Rolando Duran      |
| Haiti                  | Jean Tayson        |
| Hoa Kỳ                 | Jonathan Hernández |
| Jamaica                | Anthony Arroyo     |
| Martinique             | Dermille Germe     |
| México                 | José Cera          |
| Nicaragua              | Federico Lacayo    |
| Paraguay               | Bruno Arevalos     |
| Puerto Rico            | Enrique Díaz       |
| Uruguay                | Mateo Troteiro     |
| Venezuela              | Gabriel Bastidas   |

Dự thi cuộc thi sắc đẹp quốc tế khác
| Cuộc thi             | Năm  | Quốc gia/vùng lãnh thổ | Thí sinh                 | Thứ hạng | T.k. |
| -------------------- | ---- | ---------------------- | ------------------------ | -------- | ---- |
| Mister Supranational | 2025 | Canada                 | Daniel Rodriguez Chopite | Top 20   |      |

### 2024
Caballero Universal 2024 là cuộc thi Caballero Universal lần thứ 4 được tổ chức tại Caracas, Venezuela vào ngày 25 tháng 10 năm 2024. Có 21 thí sinh dự thi, Jeremy Ste-Marie đến từ Canada đăng quang ngôi vị Caballero Universal.
Kết quả
| Hạng                     | Thí sinh |
| ------------------------ | --- |
| Caballero Universal 2024 | - Canada — Jeremy Ste-Marie |
| Virrey                   | - Venezuela — César Aguilera |
| Á vương 1                | - Brasil — Niellsen de Almeida |
| Á vương 2                | - Ấn Độ — Ady Adithya |
| Á vương 3                | - El Salvador — Mauricio de Jesús Barraza |
| Á vương 4                | - Cuba — Javier Alejandro García |
| Top 13                   | - Angola — Julian González - Colombia — Juán Sebastián Pérez - Costa Rica — Richard Ortiz - México — Stefano Filipponi - Nicaragua — Álvaro Montes - Puerto Rico — Wesley Ramos Pérez - Tây Ban Nha — Pau Parra |

Các thí sinh
| Quốc gia/vùng lãnh thổ | Thí sinh                  |
| ---------------------- | ------------------------- |
| Angola                 | Julian González           |
| Ấn Độ                  | Ady Adithya               |
| Bolivia                | Juan Pablo Prudencio      |
| Brasil                 | Niellsen de Almeida       |
| Canada                 | Jeremy Ste-Marie          |
| Chile                  | Alexis Vásquez            |
| Colombia               | Juán Sebastián Pérez      |
| Costa Rica             | Richard Ortiz             |
| Cuba                   | Javier Alejandro García   |
| Curaçao                | Christiaan Martina        |
| Cộng hoà Dominica      | Osvaldo Emanuel Abud      |
| Ecuador                | Estefano Villavicencio    |
| El Salvador            | Mauricio de Jesús Barraza |
| Haiti                  | Franklin Alberto Saviñon  |
| México                 | Stefano Filipponi         |
| Nicaragua              | Álvaro Montes             |
| Perú                   | Mauricio Bracamonte       |
| Puerto Rico            | Wesley Ramos Pérez        |
| Tây Ban Nha            | Pau Parra                 |
| Úc                     | Nicholas Callaghan        |
| Venezuela              | César Aguilera            |

### 2025
Caballero Universal 2025 là cuộc thi Caballero Universal lần thứ 5 được tổ chức tại Caracas, Venezuela vào ngày 11 tháng 10 năm 2025. 
Các thí sinh
| Quốc gia/vùng lãnh thổ | Thí sinh               |
| ---------------------- | ---------------------- |
| Algérie                | Habib Mestari          |
| Angola                 | Lusimadio Simao        |
| Ấn Độ                  | Anantha Krishna R      |
| Brasil                 | Israel Jesus           |
| Colombia               | Anderson Días          |
| Costa Rica             | Albert Ramirez         |
| Cộng hòa Dominica      | Oscar Del Rosario      |
| Ecuador                | Fernando Pabon         |
| Guatemala              | Franklin Lara          |
| México                 | Moisés Ulises Baños    |
| Nicaragua              | Liván Riccelli         |
| Nigeria                | David Eyo              |
| Panamá                 | Richard Acurero        |
| Paraguay               | Ronald Garay           |
| Pháp                   | Brian Larumbe          |
| Puerto Rico            | Noel Adrian Quiñones   |
| Tây Ban Nha            | Francisco José Sánchez |
| Venezuela              | Franco Daniel Cova     |